# Beauport—Limoilou
Circonscription électorale fédérale du Canada
Beauport—Limoilou (anciennement Beauport) est une circonscription électorale fédérale canadienne située au Québec, dans la région de la Capitale-Nationale. Elle comprend la partie est de la ville de Québec, soit la partie de l'arrondissement de La Cité-Limoilou située au nord de la rivière Saint-Charles, ainsi que la plus grande partie de l'arrondissement de Beauport.
Elle est représentée à la Chambre des communes du Canada par Steeve Lavoie du Parti Libéral du Canada depuis 2025. Les circonscriptions limitrophes sont Québec, Charlesbourg—Haute-Saint-Charles et Beauport—Côte-de-Beaupré—Île d'Orléans—Charlevoix.

## Histoire
La circonscription est créée en 2003 avec le nom de Beauport à partir de différentes parties de Beauport—Montmorency—Côte-de-Beaupré—Île-d'Orléans, Québec et Québec-Est. Après l'élection de 2004, elle est renommée Beauport—Limoilou. Lors du redécoupage électoral de 2013, elle cède à la circonscription de Beauport—Côte-de-Beaupré—Île d'Orléans—Charlevoix toute la partie de Beauport située au nord du boulevard Louis-XIV, mais s'agrandit en échange jusqu'à l'autoroute 40 dans le sud de Beauport.

## Députés
| Législature                                                                                | Années        | Député           | Parti | Parti          |
| ------------------------------------------------------------------------------------------ | ------------- | ---------------- | ----- | -------------- |
| Beauport issue de Beauport—Montmorency—Côte-de-Beaupré—Île-d'Orléans, Québec et Québec-Est |               |                  |       |                |
| 38e                                                                                        | 2004–2006     | Christian Simard |       | Bloc québécois |
| Beauport—Limoilou                                                                          |               |                  |       |                |
| 39e                                                                                        | 2006–2008     | Sylvie Boucher   |       | Conservateur   |
| 40e                                                                                        | 2008–2011     | Sylvie Boucher   |       | Conservateur   |
| 41e                                                                                        | 2011–2015     | Raymond Côté     |       | Néo-démocrate  |
| 42e                                                                                        | 2015–2019     | Alupa Clarke     |       | Conservateur   |
| 43e                                                                                        | 2019–2021     | Julie Vignola    |       | Bloc québécois |
| 44e                                                                                        | 2021–2025     | Julie Vignola    |       | Bloc québécois |
| 45e                                                                                        | 2025–en cours | Steeve Lavoie    |       | Libéral        |

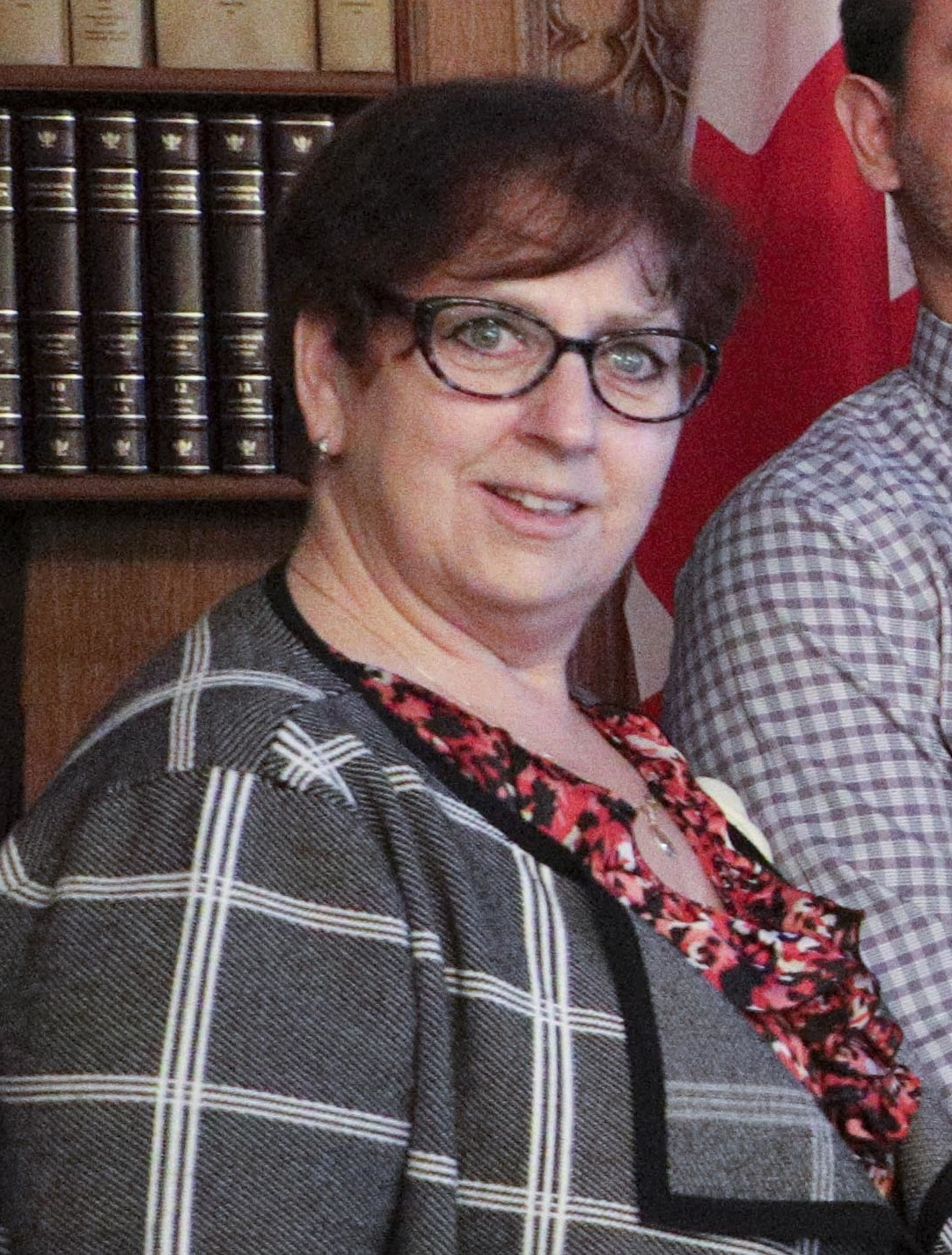
Sylvie Boucher est députée de 2006 à 2011.
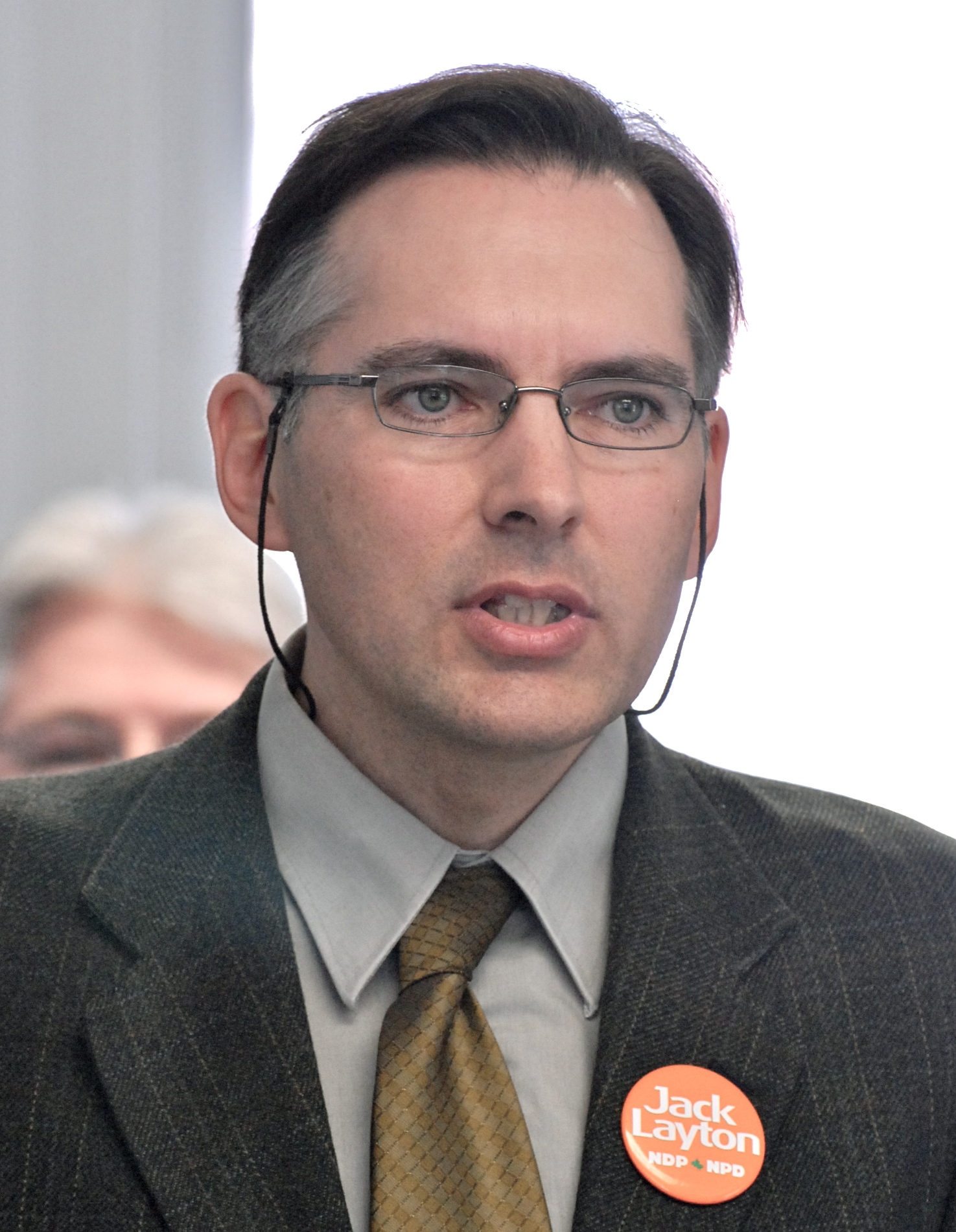
Raymond Côté est député de 2011 à 2015.
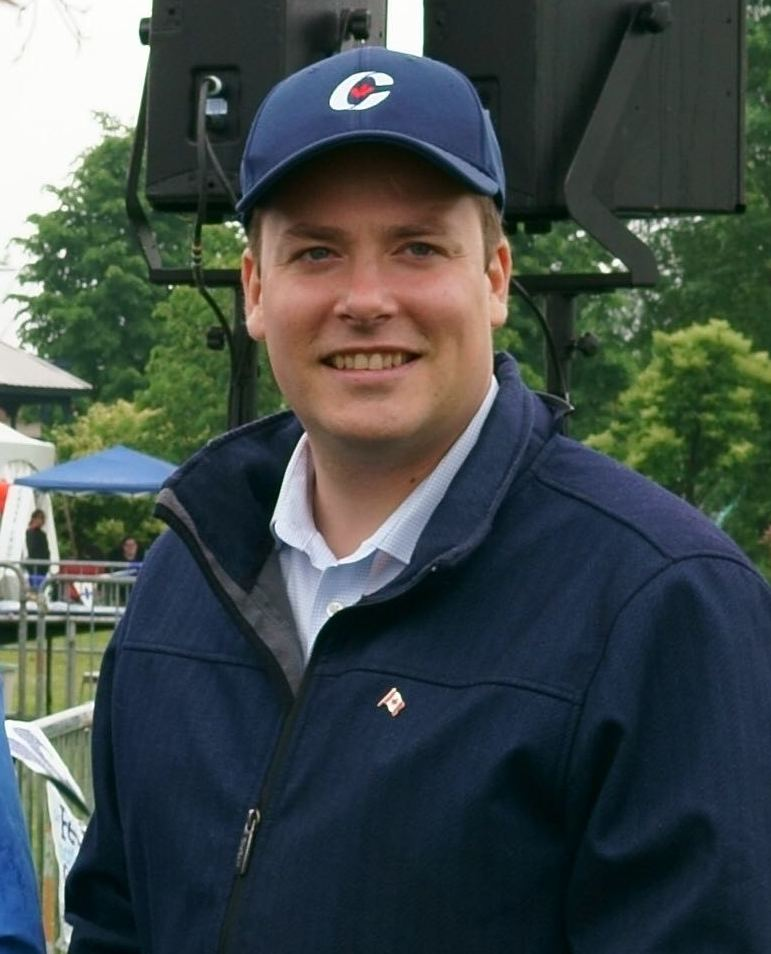
Alupa Clarke est député de 2015 à 2019.

## Résultats électoraux

### Beauport—Limoilou
|       | Candidat                  | Parti              | # de voix | % des voix |
|       | Sylvie Boucher (sortante) | Conservateur       | +13 845,  | 26,24 %    |
|       | Michel Létourneau         | Bloc québécois     | +10 250,  | 19,43 %    |
|       | Lorraine Chartier         | Libéral            | +03 162,  | 5,99 %     |
|       | Raymond Côté              | NPD                | +24 306,  | 46,07 %    |
|       | Louise Courville          | Vert               | +00950,   | 1,8 %      |
|       | Anne-Marie Genest         | Héritage           | +00124,   | 0,24 %     |
|       | Claude Moreau             | Marxiste-léniniste | +00122,   | 0,23 %     |
| Total | Total                     | Total              | 52 759    | 100 %      |

|       | Candidat                  | Parti          | # de voix | % des voix |
|       | Sylvie Boucher (sortante) | Conservateur   | +17 994,  | 36,76 %    |
|       | Éléonore Mainguy          | Bloc québécois | +15 962,  | 32,61 %    |
|       | Yves Picard               | Libéral        | +07 030,  | 14,36 %    |
|       | Simon-Pierre Beaudet      | NPD            | +05 986,  | 12,23 %    |
|       | Luc Côté                  | Vert           | +01 363,  | 2,78 %     |
|       | Simon Bédard              | Indépendant    | +00610,   | 1,25 %     |
| Total | Total                     | Total          | 48 945    | 100 %      |

| Élection fédérale de 2006 | Élection fédérale de 2006 | Élection fédérale de 2006 | Élection fédérale de 2006 | Élection fédérale de 2006 |
| Candidat                  | Candidat                  | Parti                     | # de voix                 | % des voix                |
| ------------------------- | ------------------------- | ------------------------- | ------------------------- | ------------------------- |
|                           | Sylvie Boucher            | Conservateur              | 19 409                    | 39,54 %                   |
|                           | Christian Simard          | Bloc québécois            | 18 589                    | 37,87 %                   |
|                           | Yves Picard               | Libéral                   | 4 929                     | 10,04 %                   |
|                           | Simon-Pierre Beaudet      | NPD                       | 3 917                     | 7,98 %                    |
|                           | Mario Laprise             | Parti vert                | 2 005                     | 4,08 %                    |
|                           | Jean Bédard               | Marxiste-léniniste        | 234                       | 0,47 %                    |
| Total                     | Total                     | Total                     | 49 083                    | 100 %                     |